# Cuthona ornata
Cuthona ornata is een slakkensoort uit de familie van de Cuthonidae. De wetenschappelijke naam van de soort is voor het eerst geldig gepubliceerd in 1937 door Baba.